# BwieBasel
BwieBasel ist eine abonnierte Zeitschrift über die Stadt Basel mit historischen und aktuellen Beiträgen. Sie erscheint seit 1984 und war zuerst eine Art Stadtmagazin mit vielen verschiedenen Artikeln über Geschichtliches, Veranstaltungen, Personen sowie Fotos und Abbildungen. Seit 1997 erscheint sie im Spalentor Verlag als monothematische Zeitschrift.

## Geschichte

### Von 1984 bis August 1997

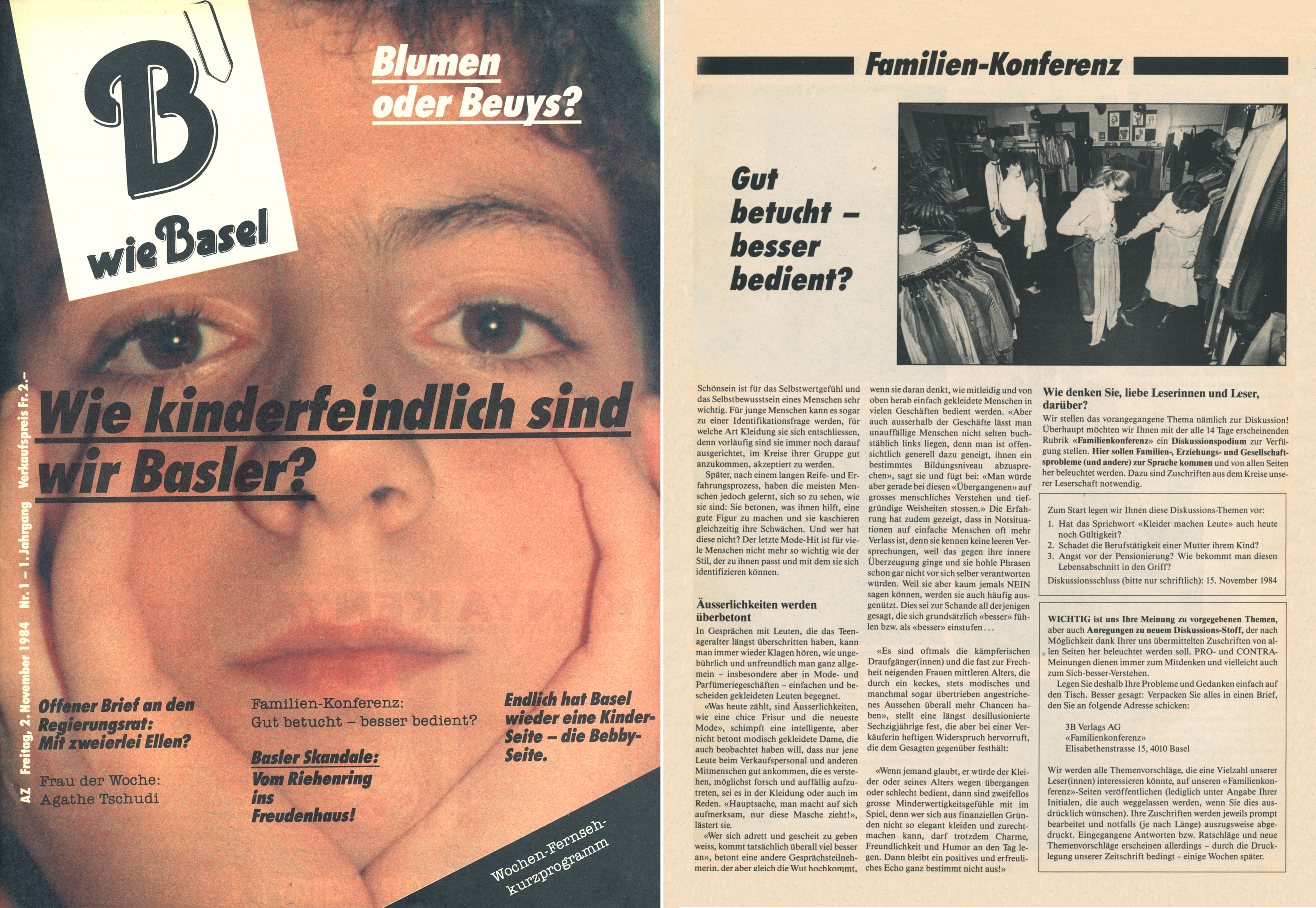
Cover und Innenseite der ersten BwieBasel-Ausgabe von 1984

1984 beschloss der Birkhäuser Verlag Basel, in der neu gegründeten „3B Verlags AG“ eine Zeitschrift herauszugeben. Im November 1984 erschien die erste Ausgabe des Magazins BwieBasel mit dem Titel „Wie kinderfeindlich sind wir Basler?“.
Es handelte sich dabei um ein Sammelsurium von politischen, gesellschaftlichen und allgemeinen Themen. Für die Inhalte wurden verschiedene Journalisten beauftragt, die vor allem für die lokalen Tageszeitungen tätig waren. Diese waren es sich nicht gewohnt, Texte für ein Magazin zu schreiben. Zudem verfügten sie nicht über das passende Bildmaterial; die Fotografen lieferten normalerweise Bilder von Prominenten, von Politikern, von Unfällen oder aktuelle Aufnahmen vom Tagesgeschehen. Zudem wurde das Magazin – um die hauseigene Druckerei auszulasten – im Rollenoffset auf Zeitungspapier gedruckt; die Druckqualität war sehr schlecht, das Papier wirkte billig und vergilbte schnell. Da die Publikation sich nicht gut verkaufte, wollte der Verwaltungsrat das Erscheinen eigentlich einstellen.
Doch der damalige Direktor bestand auf einem zweiten Versuch: Er suchte Kontakt zur Geschäftsleitung der Basler Zeitung (Basel, BS), und gemeinsam gründeten sie Multipress, die Herausgeberin der neuen Zeitschrift BwieBasel. Sie beauftragten die Grafiker Albert Gomm und Peter Affolter, ein Logo für die Zeitschrift zu gestalten und bestimmten Doris Tschan als neue Redaktorin. Die erste Ausgabe von BwieBasel mit dem neuen Look sollte als Rückblick der Basler Fasnacht 1985 erscheinen. Doris Tschan bat ihren Bruder Walter Sütterlin, sie an der Fasnacht zu begleiten und so viele Fotos wie möglich zu erstellen. Sütterlin war eigentlich Lehrer, die Fotografie war aber schon seit längerer Zeit sein Hobby. So erschien die erste Ausgabe von BwieBasel mit dem neuen Logo und vielen ausdrucksstarken Fotos Ende März unter dem Titel „F wie Fasnacht“. Die Firma Multipress liess den Titel und die Schreibweise als Marke beim Amt für Geistiges Eigentum registrieren. (Die Marke gehört heute der Spalentor Verlag AG)

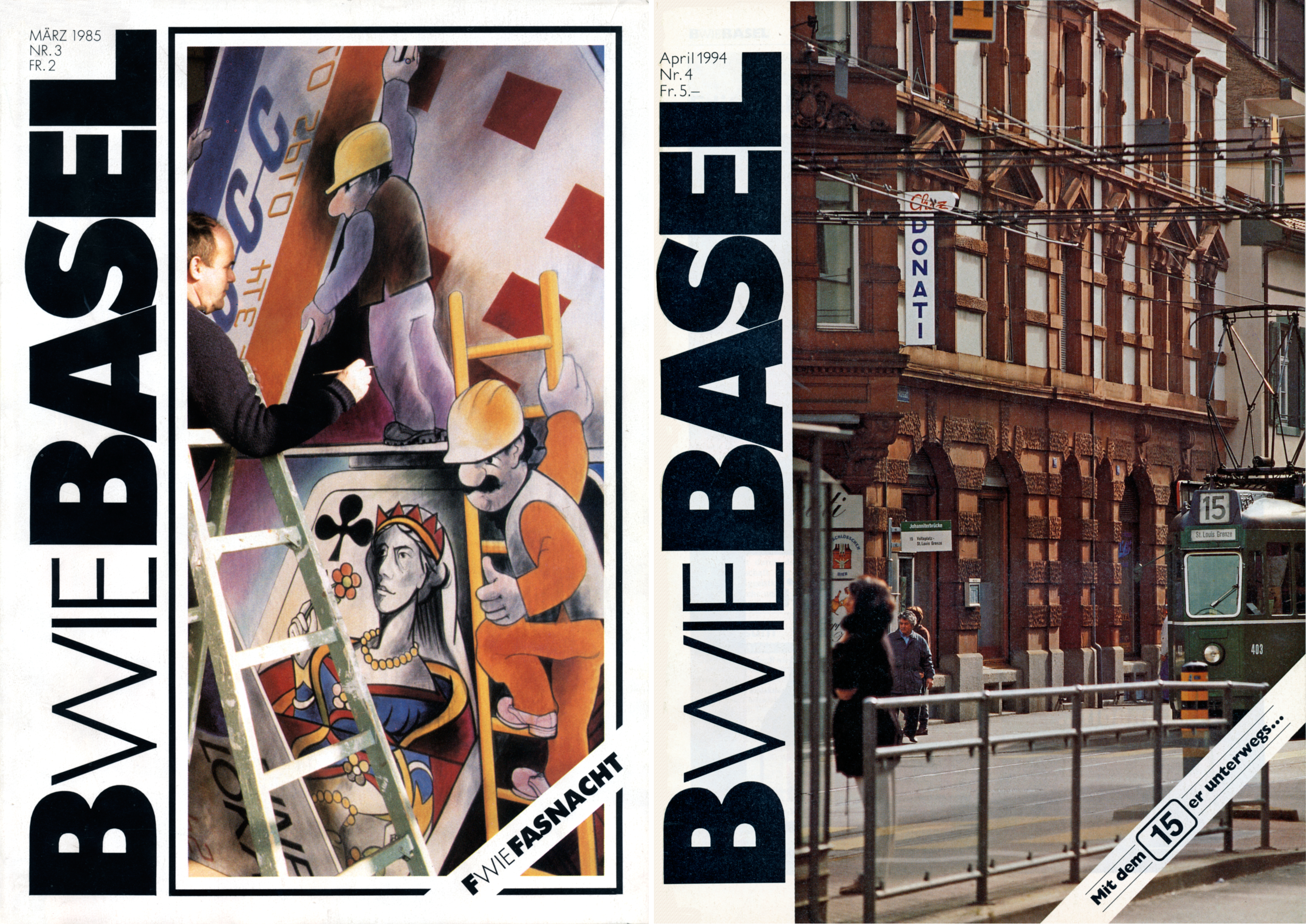
Die erste BwieBasel-Ausgabe mit dem neuen Logo und eine Titelseite aus der Tramlinien-Serie

In der Folge erschienen immer mehrere Heftausgaben im Rahmen eines Themenkreises; nach „F wie Fasnacht“ wurden Themen nach dem Alphabet behandelt; es folgten „B wie...“ (Barfüsserplatz, Ballett, Bank, Bäcker), „C wie...“ (Claraplatz, Chemie, Chrischona, Centralbahnplatz, Coguff), „D wie...“ (Dächer, Dalbe, Dreispitz, Dornach, de Wette, Dekor/Drache) etc. Eine weitere Serie hatte die Basler Tramlinien zum Thema, die man fotografisch und textlich begleitete, es gab Ausgaben, bei denen die Redaktion einer Windrichtung – ausgehend vom Basler Marktplatz – folgte (Basel im Nordwesten etc.) oder wo man ein Land vorstellte („Basel und Dänemark“). Später folgten einzelne Themen ohne Zusammenhang („Das unterirdische Basel“, „Das weisse Basel“). Die Fotos wurden mehrheitlich von Walter Sütterlin erstellt und erfreuten sich grosser Beliebtheit. Die Zahl der Abonnenten und Kioskverkäufe stieg gegen 10'000 Exemplare an, und die Redaktion wurde stetig ausgebaut. Doris Tschan erteilte Aufträge an lokale Journalisten und Redaktoren wie -minu, Corinna Christen oder Meta Zweifel. Sie gründete auch selbst einen Verlag (B-Basel Verlag) und gab Bücher heraus, in denen Fotos ihres Bruders publiziert wurden. Nach einer Umstrukturierung des Birkhäuser Verlags wollte dieser die Zeitschrift BwieBasel nicht mehr länger herausgeben. Die Aufwendungen für das Redaktionsteam, einen Verlagsleiter, eine Sekretärin und andere waren zu hoch geworden, und der Verlag wollte sich ganz aus dem Zeitschriftengeschäft zurückziehen.

### Seit September 1997
Über einen Druckfachmann erfuhr das heutige Redaktionsteam (damals noch unter dem Namen Effort Verlag tätig) vom Verkaufswunsch und erwarb im Juni 1997 nach Verhandlungen mit dem damaligen Birkhäuser Geschäftsführer Helmut A. Billich die Zeitschrift mit allen Abonnenten und Markenrechten. Über den Verkaufspreis wurde Stillschweigen vereinbart. Chefredaktorin Doris Tschan war über den Verkauf gar nicht erbaut und „verabschiedete“ sich von den Leserinnen und Lesern mit der letzten Ausgabe „A wie Aadie“. Die neuen Besitzer, Christian Lienhard und Christiane Widmer Lienhard, beschlossen, die Zeitschrift neu auszurichten. Seit der ersten Ausgabe unter ihrer Regie ist jede Zeitschrift immer nur einem Thema gewidmet. Dieses wird mit einem historischen Artikel vorgestellt (Bildmaterial von staatlichen Institutionen wie dem Staatsarchiv Basel-Stadt, dem Historischen Museum Basel, der Archäologischen Bodenforschung Basel-Stadt, der Universitätsbibliothek Basel-Stadt etc.). Reportagen, Interview, Impressionen oder architektonische Betrachtungen vertiefen das Thema und führen es in die Gegenwart. Mit den ersten beiden Ausgaben wurden die Abonnentinnen und Abonnenten begrüsst: im September 1997 erschien „Basel und sein Salz“, im Oktober 1997 „Basel und das Brot“. 2004 erwarben die beiden Besitzer die Spalentor Verlag AG, in welche sie die Zeitschrift überführten. Seit 1997 ist das gleiche Team für Recherchen, Texte, Fotos, Grafiken, Layout, Realisation und Produktion verantwortlich: Christiane Widmer recherchiert und schreibt, Christian Lienhard fotografiert und gestaltet.

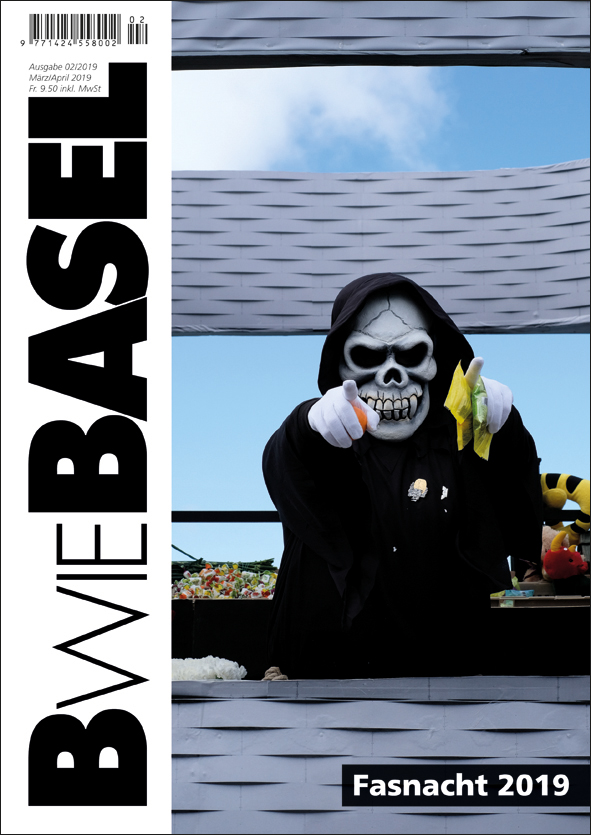
Jedes Jahr erscheint ein Rückblick der Basler Fasnacht mit Fotos, Auszüge von Schnitzelbänggen und eine Auswahl von Cliquenzeedeln. Hier die Ausgabe 2019.

Von 1997 bis Ende 2016 erschien BwieBasel zehn Mal pro Jahr; dann wurde der Rhythmus auf sechs jährliche Ausgaben reduziert.

### Sonder- und Themenhefte
Neben den regulären Ausgaben erscheinen in unregelmässigen Abständen Sonderhefte im Auftrag von Firmen oder Institutionen oder jährliche Themenhefte wie „Basel und die Gesundheit“.
Die Sonderhefte gehen jeweils mit einer regulären Ausgabe an alle Abonnenten und an den Kiosk und stehen kostenlos auf der Website des Spalentor Verlags als PDF oder zum Durchblättern zur Verfügung. Bis 2020 sind folgende Sonderhefte erschienen:
- 05/2006 111 Jahre Basler Verkehrsbetriebe[20]
- 07/2008 25 Jahre Em Bebbi sy Jazz[21]
- 03/2009 Kurzentrum Rheinfelden[22]
- 05/2011 175 Jahre Salz aus Schweizerhalle[23]
- 07/2011 BVB Depot Wiesenplatz[24]
- 12/2012 150 Jahre Baselstädtischer Apotheker-Verband[25]
- 03/2013 Kantons- und Stadtentwicklung Basel-Stadt[26]
- 06/2014 50 Jahre Gustav Benz Haus – 50 Jahre Wesley Haus[27]
- 09-10/2017 Verlängerung Tramlinie 3[28]
- 09-10/2018 10 Jahre Schweizerische Rheinhäfen[29]
- 01-02/2020  100 Jahre Chronometrie Spinnler+Schweizer[30]

Die Themenhefte „Basel und seine Gesundheit“ erschienen mit den folgenden Hauptthemen:
- 2017 Der Hausarzt[18]
- 2018 Das Kantonslabor Basel-Stadt[31]
- 2019 Der Apotheker[32]